# Шарнгадхара-паддхати
«Шарнгадхара-паддхати» (санскр. «Собрание стихов, составленное Шарнгадхарой»; XIV век) — антология индийской этико-дидактической поэзии (жанр «нити-шастра»); содержит около 6000 стихов, собранных из 264 различных произведений и авторов, которых составитель-поэт — раджастанец Шарнгадхара — часто называет по имени. Причём Шарнгадхара отдаёт предпочтение aвторам из северно-западных индийских царств.